# Hermann Rittscher

Hermann Rittscher

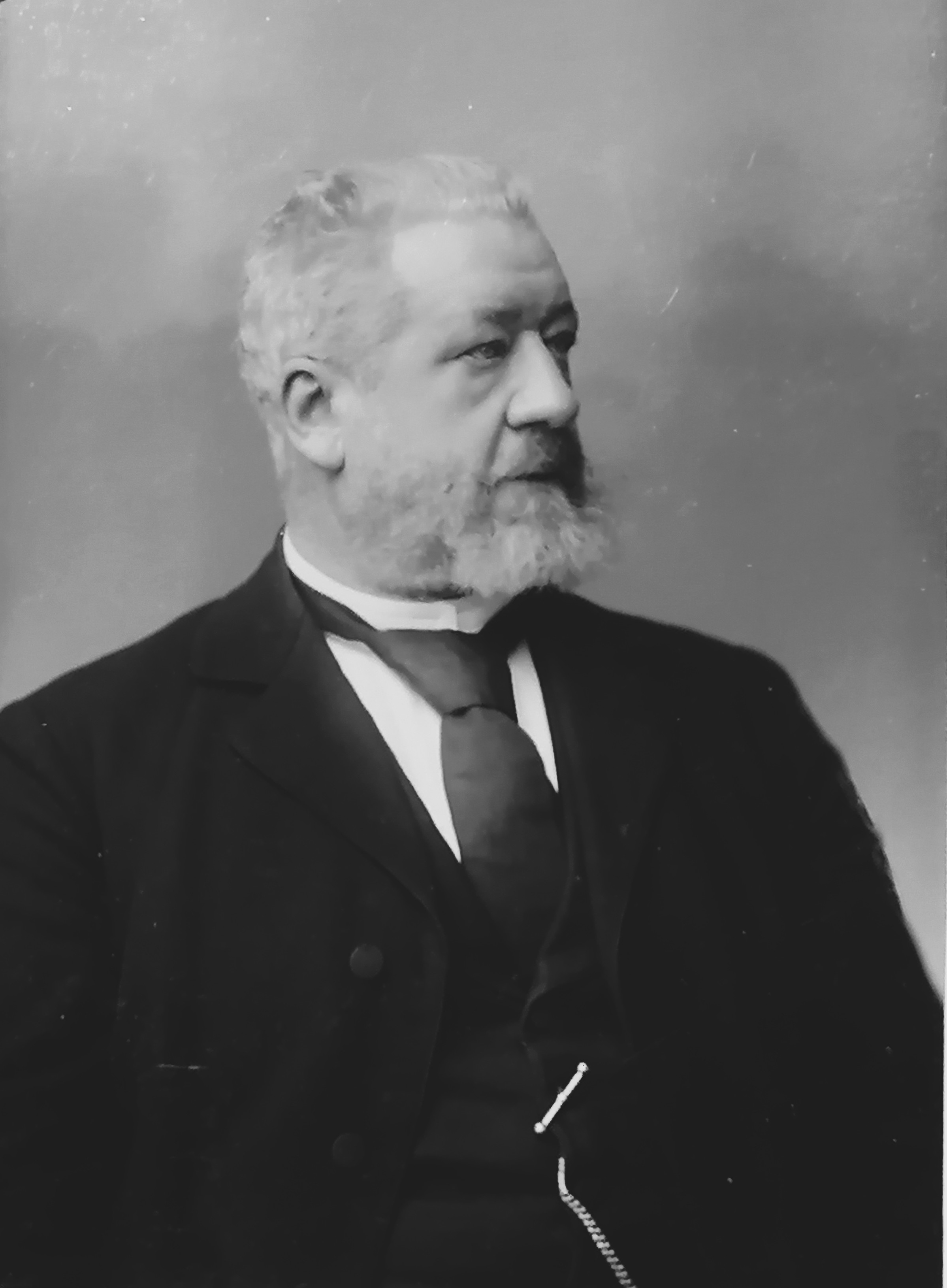
Hermann Rittscher

(Franz Eduard) Hermann Rittscher (* 13. Februar 1839 in Nusse, Herzogtum Sachsen-Lauenburg; † 11. August 1897 in Lübeck) war ein deutscher Rechtsanwalt, Notar und Senator in Lübeck.

## Leben
Rittscher studierte an der Universität Jena und an der Universität Göttingen Rechtswissenschaft. Er wurde Mitglied des Corps Thuringia Jena (1858) und des Corps Brunsviga Göttingen (1860). 1859 leitete er auf der Rudelsburg den Congress des Kösener Senioren-Convents-Verbandes. Sein Studium schloss er mit den Staatsexamen und der Promotion zum Dr. iur. ab. 1861 wurde er in seiner Heimatstadt Lübeck als Rechtsanwalt und Notar zugelassen. Bereits im Alter von 26 Jahren wurde er in die Lübecker Bürgerschaft gewählt. Acht Jahre später  „berief ihn das allgemeine Vertrauen in den Senat“. Als Senator war er Mitglied der Justizkommission und stellvertretender Präses der Verwaltungsbehörde für städtische Gemeindeanstalten. Über 24 Jahre war er (bis 1879 als Stellvertreter) Dirigent des Lübecker Polizeiamtes.
Als Anwalt vertrat er Julia da Silva-Bruhns, die Mutter von Heinrich Mann und Thomas Mann, gegen den Testamentsvollstrecker ihres Ehemannes Krafft Tesdorpf. Sein früher Tod im Alter von 58 Jahren wurde allgemein bedauert: „Ein tragisches Geschick hat ihn im besten Mannesalter dahingerafft“.